# Талдиколь (Махамбетський район)
Талдико́ль (каз. Талдыкөл) — село у складі Махамбетського району Атирауської області Казахстану. Входить до складу Бейбариського сільського округу.
У радянські часи село називалося Редуть.
Населення — 1133 особи (2021; 871 у 2009, 751 у 1999, 591 у 1989).